# Tim Burton
Pour les articles homonymes, voir Burton.
Tim Burton [tɪm ˈbɝtən] est un réalisateur, scénariste et producteur de cinéma américain, né le 25 août 1958 à Burbank (Californie).
Adepte du fantastique et influencé par Edgar Allan Poe, il est largement reconnu comme étant bon conteur et graphiste. Il est révélé au grand public en signant la mise en scène de Beetlejuice (1988), Batman (1989), Edward aux mains d’argent (1990) et Batman : Le Défi (1992).
Par la suite, il entame un cycle plus expérimental, en signant le film biographique Ed Wood (1994), la satire Mars Attacks! (1996) puis le remake La Planète des singes (2001), qui se révèle être un échec critique.
Il opère cependant un retour au sommet avec le succès Big Fish (2003). Par la suite, il collabore avec les studios Disney, pour qui il réalise Alice au pays des merveilles (2010), sa plus grande réussite commerciale et un des succès commerciaux majeurs de l'histoire du cinéma, et Dumbo (2019).
Parallèlement, il réalise plusieurs adaptations dans un style plus gothique : le film d’horreur Sleepy Hollow (1999), la comédie musicale Sweeney Todd : Le Diabolique Barbier de Fleet Street (2007) puis les contes Dark Shadows (2012) et Miss Peregrine et les Enfants particuliers (2016).
Ses comédiens fétiches sont Michael Keaton, Johnny Depp qu'il dirige à huit reprises, Winona Ryder, Michelle Pfeiffer, Eva Green, Jenna Ortega et Helena Bonham Carter, son ex-compagne et mère de ses deux enfants. Il travaille souvent avec le compositeur Danny Elfman.
Tim Burton produit et rédige également le scénario de L'Étrange Noël de monsieur Jack, réalisé par Henry Selick, puis finance et coréalise Les Noces funèbres et enfin coécrit, produit et met en scène Frankenweenie, trois films d’animation utilisant la technique de l'animation en volume et des marionnettes qui évoluent dans des décors réels.
Son cinéma se caractérise par un défilé de monstres et de créatures, ainsi que par un mélange d'humour noir, d'ironie et de macabre. Restant fidèle à son style, le cinéaste explore plusieurs genres qu'il enchevêtre par moments : film d'épouvante, drame intimiste, conte, mélodrame, biographie filmée, film de science-fiction, comédie, film d'époque, comédie musicale ou encore film d'action. Ses histoires mettent  en scène des personnages marginaux ou des êtres hors normes, face à la médiocrité du monde. On y décèle une grande influence du cinéma fantastique, du cinéma expressionniste allemand ainsi que des films de la Hammer Productions, à la fois pastichés et célébrés.
Tim Burton fait partie des cinéastes qui parviennent à concilier succès critique et commercial. Il a été décoré de l'insigne de chevalier et d'officier de l'ordre national des Arts et des Lettres par Frédéric Mitterrand en mars 2010 et fut le président du jury du 63e Festival de Cannes. Le MoMA de New York et la Cinémathèque française à Paris ont consacré une grande exposition à son œuvre plastique et cinématographique, respectivement en 2009 et 2012,. Tim Burton a également été le sujet de plusieurs biographies illustrées, notamment Tim Burton d'Antoine de Baecque (2006) et Burton par Burton de Mark Salisbury (2000).

## Biographie

### Jeunesse et études
Aîné des deux fils de Jean et Bill Burton, Timothy Walter Burton passe l'essentiel de son enfance en solitaire, se considérant lui-même comme un introverti. Son père travaille pour le département des parcs et loisirs de la ville de Burbank et sa mère gère sa propre boutique de souvenirs sur le thème des chats.
Au soleil de la Californie, dans sa ville natale de Burbank, qu'il définit comme l'antichambre d'Hollywood, il préfère les salles obscures des cinémas où il voit et revoit les films de monstres comme Godzilla, Frankenstein et ses nombreuses suites, les films de Hammer Film Productions, et surtout ceux avec Vincent Price: il s'amuse à terroriser l'enfant de ses voisins en lui faisant croire que les extraterrestres se préparent à envahir la planète.

### De Burbank aux studios Disney

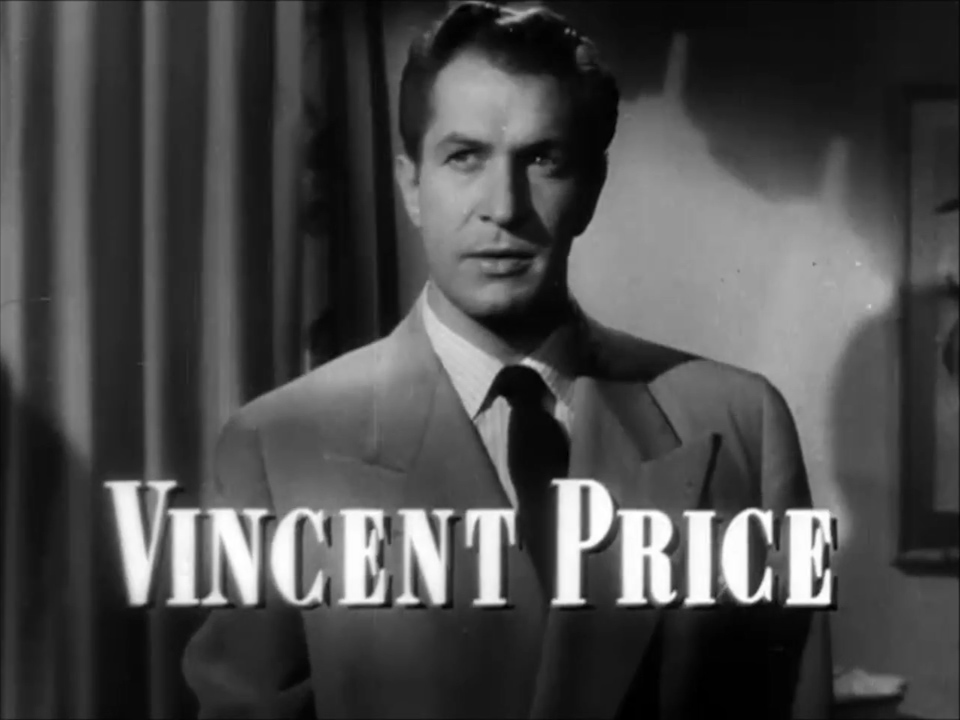
L'idole de Tim Burton, ici dans le film d'Otto Preminger, Laura. Fan de l'acteur Vincent Price, Tim Burton lui rend hommage en 1982 dans Vincent, dans lequel Vincent Price lui-même prête sa voix au narrateur. Il retrouvera l'acteur dans Edward aux mains d'argent, et tentera de tourner avec lui un film appelé Conversations avec Vincent qui a été abandonné lors de la mort de l'acteur en 1993.

Il manifeste très tôt un goût pour le cinéma en rendant de petits films, en guise de devoirs, à ses professeurs. Très doué pour le dessin, il gagne un concours organisé pour décorer les camions de la ville.
Après le secondaire, c'est naturellement vers l'animation que Burton se tourne en intégrant le California Institute of Arts, après avoir décroché une bourse d'études en 1976. En 1979, son film d'animation de fin d'année, intitulé L'attaque du céleri monstrueux, lui permet d'être remarqué, et embauché, par les studios Disney, dont le siège est à Burbank. Il travaille sur les concepts de Taram et le Chaudron magique. Il dit à ce propos : « Cela peut paraître stupide, mais je suis arrivé à une époque où le studio était en crise. Les dirigeants cherchaient à tout prix du personnel. ». Le studio est divisé entre ceux qui ont connu Walt Disney, et veulent poursuivre dans le sillage qu'il a tracé, et ceux qui veulent actualiser la direction artistique du studio. Il travaille aussi sur Rox et Rouky (1979) : « Ce n'est pas un très bon souvenir. Leur vision du dessin n'était pas la mienne. Je me sentais enfermé dans un schéma qui ne cadrait pas avec ce que j'étais. Mais […] grâce à eux j'ai pu travailler en parallèle sur mes premiers courts métrages ». Il écrit aussi un poème qui, dix ans plus tard, sera la base du scénario de L'Étrange Noël de monsieur Jack.
En 1982, Burton reçoit 60 000 USD pour réaliser, à partir du scénario qu'il a rédigé, Vincent. Julie Hickson, Exécutif chez Disney, et Tom Wilhite, responsable du Développement Créatif, sont persuadés du potentiel artistique du jeune homme. Cerise sur le gâteau, Vincent Price, son idole, est le narrateur de ce petit dessin animé. Rick Heinrichs, collègue de travail et spécialiste de l'animation, travaille sur le projet. Il participera à presque tous les futurs films de Burton. Il est projeté au festival du film d'animation d'Annecy, en 1983, dont il remporte le prix de la Critique. Il tourne également dans les festivals de Londres, Seattle et Chicago, où il remporte deux prix. Il sort en avant-programme de Tex, film pour adolescents de Disney, et, dix ans plus tard, en avant-programme de L'Étrange Noël de monsieur Jack. La noirceur de ce court métrage effraye les dirigeants, qui décident de le retirer au bout de deux semaines de projection, et le mettent au placard. Néanmoins, ils reconnaissent à Burton un certain talent. Aussi, il est choisi pour mettre en scène une version asiatique d'Hansel et Gretel, le conte des frères Grimm, doté d'un budget de 166 000 dollars. Ce téléfilm réalisé pour Disney Channel est la première expérience de Tim Burton avec des acteurs, qu'il qualifie d'amateurisme riche en enseignements.
En 1984, il met en scène un court métrage un peu plus long, avec des acteurs et des décors réels : Frankenweenie. D'une durée de trente minutes, le coût s'élève à un million de dollars de l'époque. Il s'inspire de son enfance à Burbank avec les caniches à chevelure immense, lui faisant penser à Mae Clarke dans son rôle d'Elizabeth Frankenstein, et des golfs miniatures avec des moulins à vent. La Commission de Classification des Films d'Amérique recommande un accompagnement parental aux enfants de moins de douze ans, et les décideurs de Disney reviennent sur leur décision d'ajouter Frankenweenie, en avant-programme de la réédition de Pinocchio. Il décide de quitter les studios Disney.

### Premiers longs métrages dans les années 1980

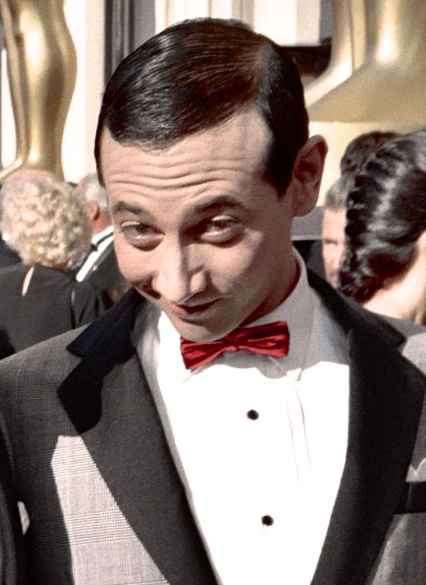
Paul Reubens, alias Pee-Wee Herman, à la cérémonie des Oscars en 1988.

La chance lui sourit en 1985. La firme cinématographique Warner Bros. a passé un contrat avec l'acteur Paul Reubens qui incarne Pee-Wee Herman, sorte d'enfant dans un corps d'adulte, pour réaliser un film dont il est la vedette. Bonnie Lee, une de ses amies à Warner Bros. montre Frankenweenie aux responsables du studio, ainsi qu'à Paul Reubens, et Tim Burton parvient à décrocher le poste de réalisateur. Il n'entre plus dans les plans de Disney, et Warner Bros. veut un metteur en scène qui ne pose pas de problème. Avec un faible budget, Pee-Wee Big Adventure n'est pas l'une des priorités du studio qui concentre son attention sur Les Goonies, mais qui garde cependant un œil sur ce tournage record : le film est réalisé en moins d'un mois, sans aucun dépassement budgétaire. Tim Burton travaille pour la première fois avec un compositeur de musique : Danny Elfman. Ce dernier revendique Nino Rota, compositeur attitré de Federico Fellini, et Bernard Herrmann, compositeur de prestigieux cinéastes parmi lesquels Orson Welles et Alfred Hitchcock, comme influences majeures. Inconnu du monde du cinéma, Tim Burton le remarque au sein du groupe Oingo Boingo Band: « de tous les groupes que j'allais voir - des groupes punk essentiellement -, c'est ceux qui semblaient composer la musique la plus narrative et la plus cinétique ». C'est le début d'une longue et fructueuse collaboration entre le compositeur et le réalisateur. Succès surprise au box-office, le premier long métrage de Tim Burton divise la critique, mais l'établit comme metteur en scène. Lucide, Burton refuse de réaliser Big Top Pee-Wee, la suite des aventures de Pee-Wee, afin de ne pas être catalogué. La même année, il est sollicité pour réaliser The Jar, un épisode de la série Alfred Hitchcock présente, réactualisation de la série de 1955. Michael McDowell, écrivain spécialisé dans la littérature d'épouvante, est à l'écriture. L'expérience est mauvaise pour Burton car il n'a aucun pouvoir de décision, et n'est pas en phase avec le projet.
De 1985 à 1988, Tim Burton ne se voit proposer que des scénarios qu'il qualifie de comédies débiles, et qu'il attribue à l'opinion des scénaristes et producteurs pour Pee-Wee Big Adventure. En 1988, il est désigné pour réaliser Beetlejuice avec un budget de treize millions de dollars, dont un affecté aux effets spéciaux. Michael McDowell, rencontré sur le tournage de The Jar, co-écrit le scénario, et le décrit comme un film optimiste sur la mort. Tim Burton se sent libre avec ce scénario sans structure, ni fin heureuse ou romantique.Avec ce film, qui est, selon ses propres mots, une version parodique de L'Exorciste, il pose un peu plus les bases de son univers macabre, poétique, carnavalesque et comique. De nombreux gags, ainsi que le maquillage de Beetlejuice, sont créés avec Michael Keaton. Bo Welch est engagé en tant que directeur artistique. Emmené par l'interprétation déjantée de Michael Keaton, le film est un succès commercial, récoltant soixante-treize millions de dollars aux États-Unis seulement. Il reçoit également un Oscar pour le maquillage.

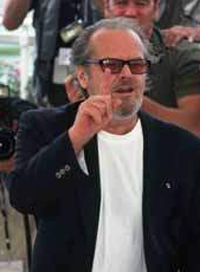
Jack Nicholson, interprète du Joker, à Cannes en 2001

La Warner propose à Tim Burton de réaliser Batman, avec un budget de trente-cinq millions de dollars. La firme a acquis, en 1979, les droits d'adaptation du personnage créé par Bob Kane en 1939 et a mis près de dix ans à développer le projet. Séduit depuis toujours par la face cachée, la double personnalité de Batman, Burton accepte. Il part à Londres, aux Pinewood Studios où Stanley Kubrick a mis en scène Full Metal Jacket. Anton Furst, décorateur du film de Kubrick, est engagé pour réaliser Gotham City, avec pour consigne artistique: si l'Enfer avait jailli des pavés, et continuait à s'étendre. Burton choisit la capitale anglaise, car les studios appropriés à un tournage de cet ampleur y sont tous libres, ce qui n'est pas le cas en Californie. Cela lui permet de s'éloigner un peu de la folie qui entoure ce projet. Malgré tout, il est sans cesse sous pression.
Son choix de prendre Jack Nicholson pour incarner le Joker est favorablement accueilli, mais celui de Michael Keaton pour interpréter le justicier masqué est contesté. La Warner est inondée de plus de cinquante-mille lettres de protestations. Le costume en tissu bleu de la série devient noir, avec une fausse musculature. De plus, le cinéaste s'inspire de The dark knight returns, de Frank Miller, sorti en 1986, pour créer un univers visuel assez noir pour illustrer la part sombre du héros et le thème du double. Les décors se veulent assez proches de l'expressionnisme allemand et du cinéma de Fritz Lang. Il veut effectuer un retour aux sources qui prête à discussion, voire à polémique chez certains fans, à tel point que le Wall Street Journal en fait sa Une. Mais le cinéaste, soutenu par ses principaux acteurs, ainsi que par les responsables de la Warner, ne veut rien lâcher. Bob Kane, créateur de Batman, déclare à Tim Burton être surpris par certains de ses choix artistiques, mais dans l'ensemble satisfait. Vincent Price, avec qui il est en contact depuis Vincent, lui écrit pour lui témoigner son soutien. La polémique commence à baisser lors de la sortie de la bande-annonce dans les salles : de nombreux spectateurs remplissent les salles pour la voir, puis s'en vont sans regarder le film pour lequel ils ont acheté un ticket. Le film rapporte cinq-cent-millions de dollars à l'échelle mondiale, gagne l'Oscar de la meilleure direction artistique, et devient un phénomène de mode à travers les produits dérivés. Burton a désormais les coudées franches, mais le tournage l'a moralement vidé. Il souhaite revenir à un film plus intimiste : ce sera Edward aux mains d'argent.

### Première moitié des années 1990: d'Edward aux mains d'argentàEd Wood

#### Edward aux mains d'argent

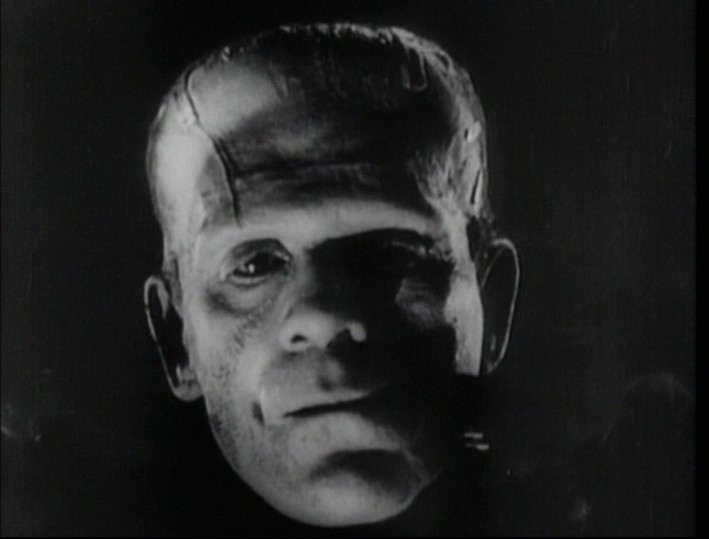
Boris Karloff, dans le rôle du monstre dans Frankenstein, l'un des films préférés de Tim Burton

Burton sollicite le studio 20th Century Fox pour financer son film. Warner Bros. veut impérativement lui faire réaliser la suite des aventures de Batman, et ne manifeste aucun intérêt pour ce scénario narrant le parcours d'un homme avec des mains-ciseaux, naïf et attachant, qui casse sans le vouloir tout ce qu'il touche et qui se confronte à la cruauté des hommes normaux. L'écriture du scénario est confié à Caroline Thompson, une jeune romancière qu'un agent a présenté à Tim Burton, convaincu de la richesse de leur association. Afin de lui garantir la tranquillité lors de l'écriture de son premier scénario, le cinéaste prend en charge tous ses frais, et choisit la Floride pour mettre en scène ce film aux échos largement autobiographiques. C'est également la rencontre entre Burton et l'acteur Johnny Depp, star de la série télévisée 21 Jump Street, qui veut donner un nouvel élan à sa carrière. Tant pour l'un que pour l'autre, l'alchimie est parfaite. Nouvelle rencontre cinématographique entre le fan et l'idole, Vincent Price tient le rôle de l'inventeur d'Edward, son dernier rôle à l'écran. Il donne une interprétation bouleversante, selon les propos de Burton. Stan Winston, spécialiste du maquillage et des effets spéciaux, est chargé de réaliser le costume et les mains-ciseaux d'Edward. Plaidoyer pour la tolérance, porté par les interprétations de Johnny Depp et Winona Ryder, ainsi que par la partition de Danny Elfman, ce quatrième long métrage se conçoit comme une fable noire qui mêle fantastique et merveilleux et confronte l'imaginaire du cinéaste à la représentation d'une banlieue américaine normative et dangereuse. Le film est salué par la grande majorité des critiques.

#### Batman: le défi
En 1992, il accepte de réaliser le deuxième volet des aventures de Batman. Cette fois-ci, le justicier masqué est confronté à Catwoman et au Pingouin, joués respectivement par Michelle Pfeiffer et Danny DeVito. Les dirigeants de la Warner, qui ont regretté d'avoir refusé Edward aux mains d'argent au vu de son succès, donnent une entière liberté artistique à Burton qui place le tournage à Burbank, sa ville natale. Le cinéaste délaisse alors le personnage de Batman, exploré dans le premier épisode, pour s'intéresser à la personnalité des méchants. Stan Winston est à nouveau sollicité pour réaliser le maquillage du Pingouin. Encore plus noir, macabre et torturé que le premier, ce nouvel opus qui prend des allures de conte gothique et de carnaval inquiétant pose encore une fois problème, car la production reçoit de nouvelles lettres de protestations, non pas des fans mais des parents qui jugent le film trop effrayant pour leurs enfants. Néanmoins, le film triomphe au box-office. En outre, il traduit l'influence du cinéma expressionniste sur Burton, et plus particulièrement Friedrich Wilhelm Murnau et son Nosferatu. Marque indiscutable de cette parenté, Christopher Walken incarne un homme d'affaires véreux appelé Max Schreck, le nom de l'interprète du vampire dans le film de Murnau.

#### L'Étrange Noël de monsieur Jack

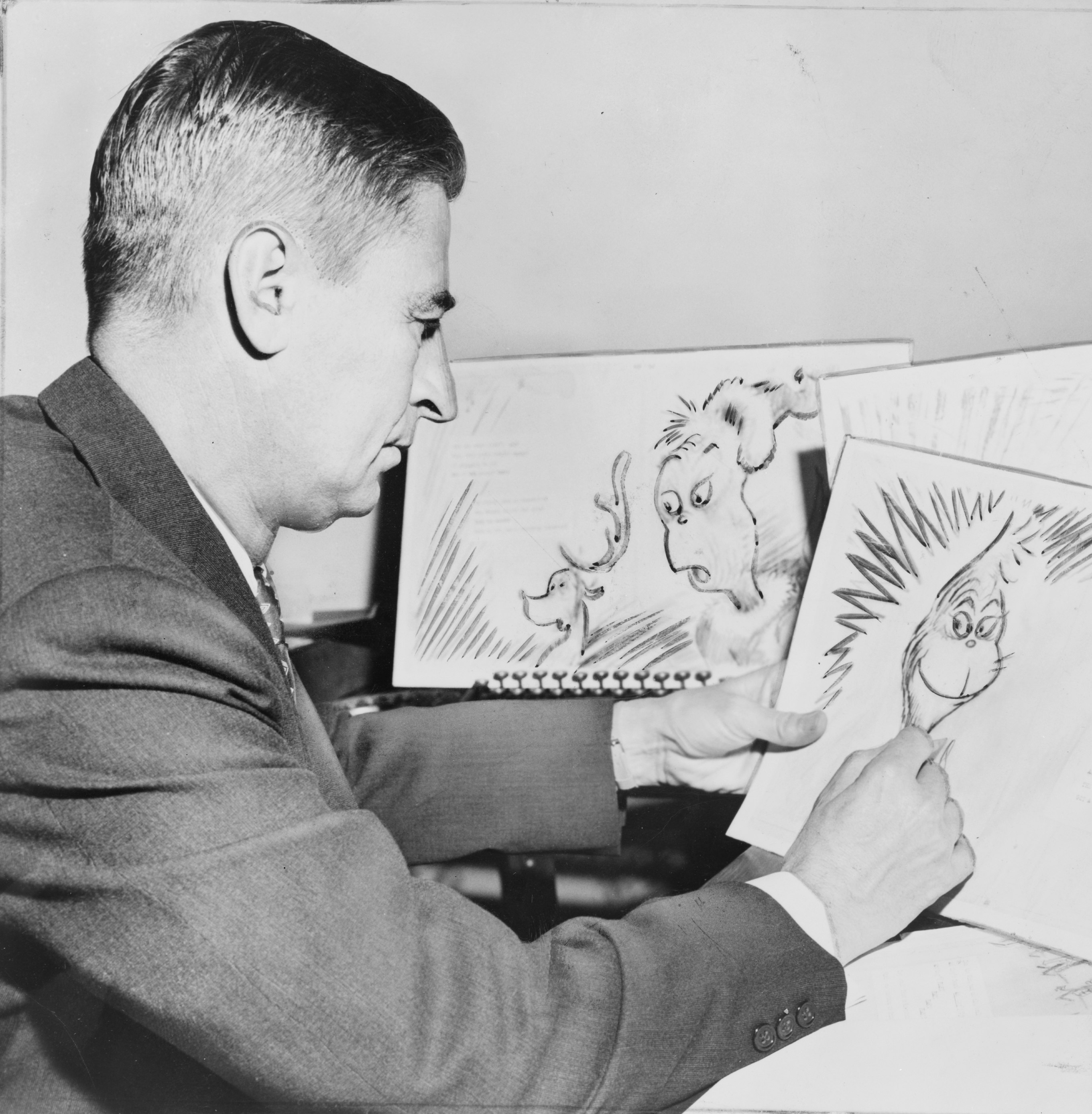
Le Dr Seuss dessinant le Grinch.

L'année suivante, un nouveau film de Burton arrive sur les écrans : L'Étrange Noël de monsieur Jack. Le scénario est inspiré d'un poème écrit par Burton à l'époque où il était chez Disney. Il rappelle le Grinch du Dr Seuss, l'un des poètes favoris du cinéaste. Il s'agit d'un film d'animation image par image, une technique artisanale pour laquelle Burton a une grande passion. La mise en scène débute en juillet 1991, sous la direction d'Henry Selick, mais Burton l'a surveillé très étroitement.
Le film est produit par Disney, propriétaire du poème. Le contrat que Burton a signé en intégrant le studio en 1979 comprend une clause spécifiant que toute activité créatrice d'un membre de Disney est la propriété de la « Police de la pensée »: en clair, ne serait-ce que pour réaliser un scénario à partir du poème, il faut négocier avec Disney. Mais le succès de leur ancien employé rend les dirigeants plus accommodants. Un budget de dix-huit-millions de dollars est débloqué, soit le quart du budget habituel d'un film Disney. Pour la troisième fois consécutive, l'action se déroule à l'époque de Noël. Tim Burton donne libre cours à sa passion pour la fête d'Halloween. Danny Elfman compose les mélodies, mais également des chansons qui transforment le poème en une comédie musicale. Burton et Elfman se disputent souvent car, si les chansons s'insèrent très bien dans l'histoire et ne la ralentissent pas, elles nécessitent des aménagements scénaristiques. Cela a pour effet que les deux amis se fâchent ; une brouille qui durera trois ans. Le succès est au rendez-vous, avec cinquante-huit-millions de dollars sur le sol américain.
De plus, Henry Selick découvre, trois semaines avant la sortie du film, qu’il serait présenté comme une œuvre de Tim Burton seul, alors que le film d’animation a nécessité trois ans de travail ,.
C'est également l'occasion pour Tim Burton de sortir Vincent, en avant-programme, visible sur grand écran dix ans après sa réalisation.

#### Ed Wood
En 1994, Burton met en scène Ed Wood, récit de la vie farfelue d'Edward Davis Wood Junior, réalisateur affublé de façon posthume du titre de « plus mauvais réalisateur de tous les temps ». Il sollicite Johnny Depp pour incarner un nouvel Edward qui, comme le précédent, entretient de nombreuses connexions avec son univers et sa vie. Avec cependant une nuance de taille : Burton est adulé alors que Wood fut dénigré. La relation entre Lugosi et Wood est un miroir de celle entre Price et Burton. Le scénario se concentre sur la période « fastueuse » d'Edward Wood. On le voit mettre en scène, non sans mal, trois films dont le légendaire Plan 9 from Outer Space. Pour la circonstance, Ed Wood s'entoure de nombreux acteurs passés ou méprisés comme Bela Lugosi, la présentatrice de films d'horreur Vampira et le lutteur Tor Johnson. Tim Burton choisit de tourner son film en noir et blanc car celui-ci est associé aux films d'Edward Wood, et raconte les nombreuses péripéties de toute cette troupe dans leur parcours cinématographique digne d'un film hollywoodien, mais précisément l'inverse du «rêve américain» cher à Hollywood qui préfère les histoires à succès. Tous ces choix expliquent probablement l'échec commercial du film, malgré un important travail. En effet, Burton retourne certaines séquences, à l'identique, des films de Wood avec une précision d'orfèvre. De plus, il offre deux cadeaux à Ed Wood : la rencontre avec Orson Welles (qui n'eut jamais lieu), et une première triomphale pour Plan 9 from Outer Space. Howard Shore compose la musique en lieu et place d'Elfman. Le film remporte deux Oscars : Martin Landau décroche la statuette du meilleur second rôle pour son interprétation de Bela Lugosi et Rick Baker celle du maquillage, mais le film ne s'inscrit pas au box-office. Sélectionné au Festival de Cannes 1995, Tim Burton repart bredouille, et connaît son premier échec commercial.

### Deuxième moitié des années 1990: deMars Attacks!àSleepy Hollow
Son nouveau projet est Mars Attacks!. Jonathan Gems, collaborateur de Burton depuis Batman, également scénariste et auteur de pièces de théâtre, rédige un scénario basé sur le jeu de cartes Topps représentant des martiens et des dinosaures. Burton donne volontairement à son film un aspect ringard, dans le style des films de science-fiction à petit budget des années 1950. Il s'inspire du travail de Ray Harryhausen, concepteur des effets spéciaux sur de nombreux films, parmi lesquels Les soucoupes volantes attaquent et Jason et les Argonautes, dont le cinéaste n'a jamais caché l'influence. Le film est ainsi très éloigné du style gothique, expressionniste ou même coloré (Pee-Wee Big Adventure, Beetlejuice) qu'on lui connaît, mais la griffe de Burton se reconnaît néanmoins à son humour. Ce sont des enfants qui sauvent la planète des envahisseurs pendant que le président fait face à des journalistes qui se demandent si les martiens ont un sexe. C'est une version surprenante de La Guerre des mondes de H. G. Wells. Malgré une pléiade de stars, le film n'emballe ni la critique, ni le public qui lui préfère Independence Day, film traitant du même sujet mais sur un ton plus dramatique, et à grands coups d'effets spéciaux. Malgré tout, le film est un succès en France, où la campagne de promotion insiste sur le second degré du film.

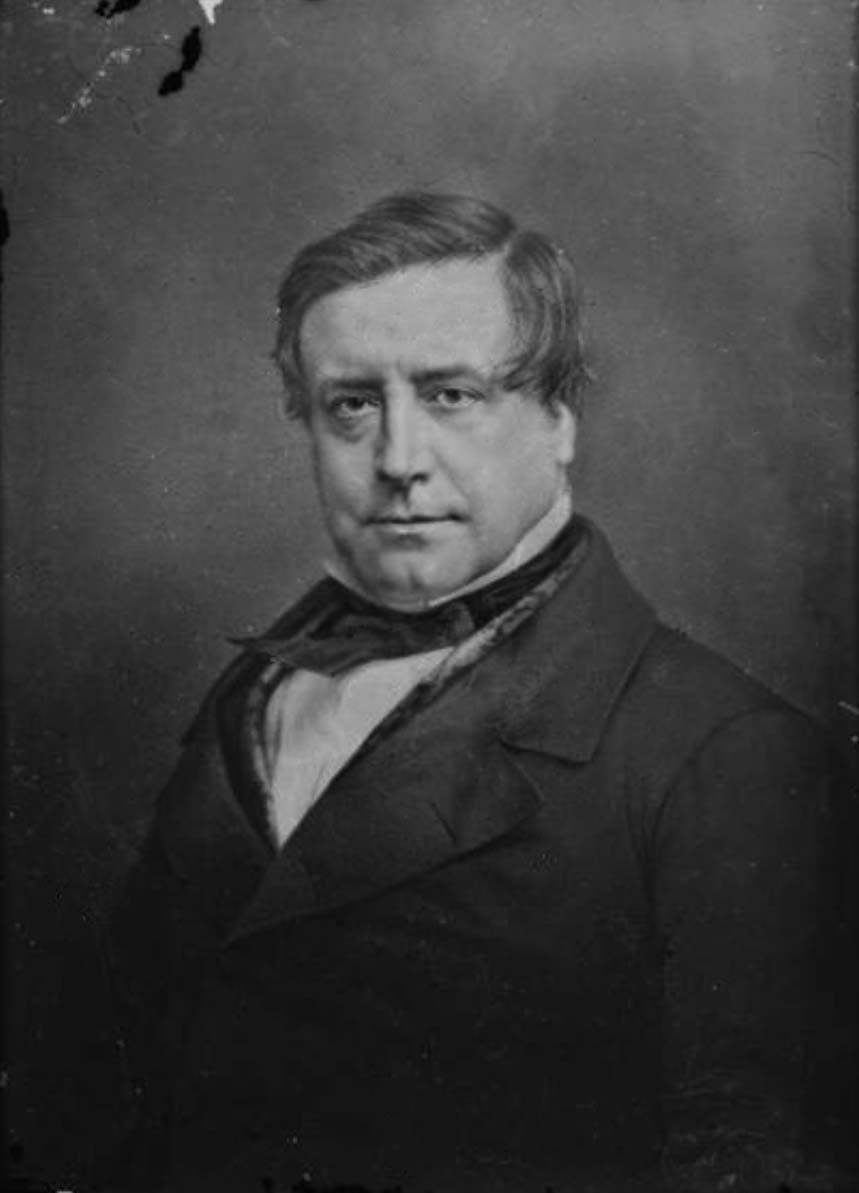
Washington Irving, l'un des premiers auteurs fantastiques de la littérature américaine.

Néanmoins, ce deuxième échec commercial américain a un point positif : le retour de Danny Elfman à la musique. Burton a expliqué les raisons de cette brouille : « Danny, Henry Selick et moi, nous disputions souvent sur le plateau de L'Étrange Noël de monsieur Jack, à cause des chansons de Danny. Caroline Thompson et moi devions sans arrêt réaménager le scénario pour les insérer. On s'est tous conduits comme des gamins. Mais de ne pas nous voir pendant un certain temps nous a fait du bien à tous les deux ». Les deux artistes ne se quitteront plus; Burton a retrouvé son pendant musical.
En 1997, il fait partie du jury du 50e Festival de Cannes, présidé par Isabelle Adjani. La même année, Tim Burton écrit un petit recueil de poèmes, La Triste Fin du petit enfant huître et autres histoires (The Melancholy Death of Oyster Boy & Other Stories), qu'il illustre lui-même.
On lui propose de réaliser un nouvel épisode de Superman, avec Nicolas Cage dans le rôle principal, plus axé sur la psyché du personnage. Fan de l'acteur avec qui il partage la même vision du projet, Burton accepte mais après un an de travail, le projet nommé Superman Lives est interrompu au printemps 1998. Selon Tim Burton, les résultats plutôt décevants au box-office de Batman et Robin, et surtout les critiques unanimes qui accusent Warner Bros. d'avoir saboté une série à succès, échaudent les responsables du studio. L'arrivée sur le projet du producteur Jon Peters, avec qui le cinéaste a dû composer lors du tournage de Batman, complique la situation. Il déclare à ce propos: « Jon Peters avait ses idées sur le projet, Warner Bros. avait ses craintes, et j'avais ma vision. Pour que le film se fasse, il fallait que les dirigeants écartent l'un de nous deux ». Sa seule consolation est la publication de La Triste Fin du petit enfant huître et autres histoires, son recueil de dessins et de poèmes. En 1998, il réalise un spot publicitaire pour la marque française de chewing-gum Hollywood, et se voit proposer de nombreux projets parmi lesquels une nouvelle adaptation de la nouvelle d'Edgar Allan Poe, La Chute de la maison Usher, et Sweeney Todd : Le Diabolique Barbier de Fleet Street, la comédie musicale de Stephen Sondheim. Ce dernier projet va mettre dix ans à aboutir.
Il se retrouve pleinement dans le scénario de Sleepy Hollow : ambiance sombre et gothique, cadavres décapités en série, humour noir, démon sans tête… Kevin Yagher, responsable des effets spéciaux de la série Les Contes de la crypte, s'associe avec Andrew Kevin Walker, auteur du scénario de Seven, pour adapter la nouvelle éponyme de Washington Irving, l'une des rares légendes du folklore américain selon le cinéaste. Le tournage se déroule en Angleterre, et plusieurs collaborateurs de Batman sont sollicités. Toujours peu enclin aux effets spéciaux numériques, qui sont limités au strict minimum pour un film de ce genre, Burton concentre toute l'attention de son équipe artistique sur les décors, allant jusqu'à réaliser lui-même certains arbres de la forêt. Appuyé par Johnny Depp, Christina Ricci, Michael Gough, Christopher Lee et Christopher Walken dans le rôle du cavalier sans tête, le cinéaste renoue avec le succès critique et commercial, malgré la classification R (interdit aux moins de 17 ans non accompagnés d'un adulte) aux États-Unis. Il déclare à ce propos : « en tournant Sleepy Hollow, j'ai pensé à mes réactions de spectateur enfant : je détestais que l'on me ménage, je voulais être confronté aux images, si dures soient-elles. Je me souviens de mes cris lorsque j'ai vu Le Masque du démon de Mario Bava. Crier était pourtant une des manières les plus rassurantes d'avoir peur puisque le film était une fantaisie ». Elfman compose pour l'occasion une musique sombre et torturée, suivant les consignes de Burton: une musique riche et viscérale, illustrant un film muet. Sorti en 1999, le film est un grand succès international récompensé par l'Oscar de la meilleure direction artistique. Il est un récapitulatif de l'œuvre de Burton : citrouille, humour noir, ambiance gothique, moulin en feu, légende médiévale démoniaque… Par ce film, Burton paye par ailleurs sa dette à Mario Bava, maître du giallo italien.

### Nouveau millénaire et nouvelles obsessions
Le XXIe siècle s'ouvre de manière ambivalente pour Tim Burton. Le succès de Sleepy Hollow, cependant très loin de ses premiers films, lui permet de retrouver le final cut, autrement dit le montage final, perdu après Ed Wood. Néanmoins, Burton n'est toujours pas en position de force. En 2001, il est sollicité par Tom Rothman, Responsable de la Production chez 20th Century Fox, pour relancer la franchise de La Planète des singes. Le scénario de William Broyles Jr. conserve les principaux thèmes du livre de Pierre Boulle, ce qui enthousiasme Tim Burton qui peut proposer une nouvelle version d'un film qu'il considère comme insurpassable. Charlton Heston, star du film original, que le réalisateur admire pour sa dimension imposante et effrayante, se voit offrir une apparition dans le rôle d'un singe âgé.
Quelques mois après le tournage, il se sépare de l'actrice Lisa Marie avec laquelle il s'était fiancé huit ans plus tôt, et débute une relation avec Helena Bonham Carter qui va devenir sa compagne. Le film obtient de bons résultats, atteignant les cent quatre-vingt millions de dollars de bénéfices sur le sol américain, et le double au niveau mondial. Sur le plan familial, il perd son père en 2000, puis sa mère deux ans plus tard.
En 2003, le studio Columbia le contacte pour mettre en scène Big Fish. L'histoire est celle d'un homme qui va devenir père mais qui va également perdre le sien, dans un scénario faisant l'éloge de l'imaginaire face à la platitude du monde réel. Tim Burton se retrouve dans cette histoire dont les événements sont très synchrones avec sa vie, lui qui perd son père en 2000, puis sa mère deux ans plus tard, et dont la compagne est enceinte. Ewan McGregor tient le premier rôle. Le style du cinéaste change d'orientation, mais sa griffe est visible : sorcière, loup-garou, géant, nains.
Il concrétise en 2005 un projet vieux de plus de quinze ans : mettre en scène le chef-d'œuvre de Roald Dahl, Charlie et la Chocolaterie. Pour la quatrième fois, Johnny Depp est en tête de la distribution. Il campe un Willy Wonka complètement survolté, rappelant le démon Beetlejuice, et dont l'apparence ressemble, à certains égards, au personnage Alex DeLarge d'Orange mécanique de Stanley Kubrick. Ce dernier est cité avec la scène de la barre chocolatée télévisuelle : le film dans lequel la barre est projetée est 2001, l'Odyssée de l'espace. Le cinéaste s'installe, pour la deuxième fois, aux Pinewood Studios dont il utilise presque tous les plateaux. À titre d'anecdote, cent-vingt-mille litres d'un mélange couleur chocolat sont fournis par Nestlé. Danny Elfman signe la musique et prête sa voix pour le chœur des Oompas-Loompas. Si l'esthétique gothique habituelle fait place à un univers plus coloré, il n'en reste pas moins que la poésie propre à Burton demeure : le plan final avec la maison des Bucket saupoudrée d'une neige de sucre par des sucriers géants.

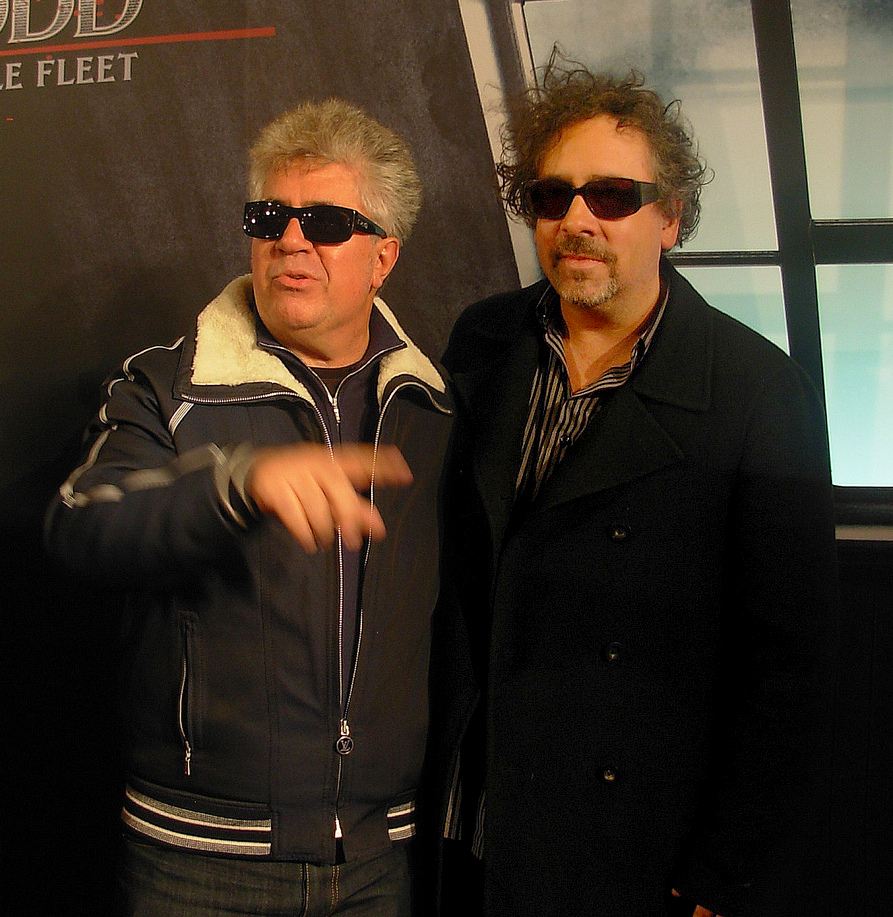
Tim Burton aux côtés de Pedro Almodóvar, à Madrid

Quatre mois plus tard, Les Noces funèbres arrivent sur les écrans. Ce nouveau film d'animation a été tourné en parallèle de Charlie et la Chocolaterie. Pour la circonstance, Burton s'entoure de ses collaborateurs habituels : Johnny Depp, Helena Bonham Carter, Christopher Lee, Albert Finney et Michael Gough notamment prêtent leurs voix aux marionnettes. Le scénario de Burton est basé sur un conte russe que son ami et collaborateur Joe Ranft lui a raconté, pendant le tournage de L'Étrange Noël de monsieur Jack. Mais cette fois-ci, pas de dispute entre Elfman et Burton; les deux artistes ont retenu la leçon. Le cinéaste en profite pour égratigner un peu la bourgeoisie, présentée comme terne, cynique et arriviste, et afficher sa préférence pour le monde des morts, nettement plus haut en couleur et animé. Pour l'anecdote, Burton a avoué s'être étonné lui-même, car il a dessiné ses principaux personnages sans penser à Depp, Helena Bonham Carter, Christopher Lee. Le film reçoit un accueil critique favorable et réalise des recettes égales à environ quatre fois son budget.
De Vincent à Ed Wood, Tim Burton s'est fait le chantre des marginaux, des solitaires, des prétendus monstres renfermant des trésors de gentillesse. Avec Mars Attacks!, il passe à tout un groupe. Sleepy Hollow marque un nouveau cycle : celui de la famille. Big Fish, Charlie et la Chocolaterie et Les Noces funèbres poursuivent dans cette voie. L'enfant solitaire, prétendu anormal, a probablement réglé ses comptes et pense maintenant à fonder une famille.
Il retrouve la veine gothique et macabre de Sleepy Hollow avec Sweeney Todd : Le Diabolique Barbier de Fleet Street, sorti en janvier 2008 sur les écrans français. Il s'agit d'une adaptation de la comédie musicale de Stephen Sondheim, mise en scène en 1979, dans laquelle le barbier est présenté comme une victime de la société. Tim Burton sollicite Johnny Depp pour le rôle du barbier, et son épouse Helena Bonham Carter pour incarner Mrs Lovett, la vendeuse de tourtes à la viande. Alan Rickman, interprète de Severus Rogue dans les films de la saga Harry Potter, incarne le corrompu juge Turpin dont Sweeney Todd veut se venger. Tim Burton est épaulé par une équipe de techniciens d'expérience : Dariusz Wolski, directeur de la photographie de la trilogie des Pirates des Caraïbes ; Dante Ferretti, chef décorateur de nombreux films de Federico Fellini et Martin Scorsese et lauréat de l'Oscar 2004 des meilleurs décors pour Aviator ; Colleen Atwood, dessinatrice principale des costumes de Mémoires d'une geisha et Chicago qui lui ont valu tous deux un Oscar ; et Peter Owen, responsable du maquillage et de la coiffure sur la trilogie Le Seigneur des anneaux et oscarisé pour le premier volet. Le film obtient le succès auprès de la critique mais reçoit un accueil mitigé de la part du public. Il vaut par ailleurs à Ferretti un deuxième Oscar pour sa direction artistique.
Burton renoue ensuite avec Disney pour réaliser une nouvelle adaptation d'Alice au pays des merveilles. Dans ce film, qui est en fait la suite du livre de Lewis Carroll, Alice a 19 ans et est interprétée par Mia Wasikowska. Johnny Depp incarne le Chapelier fou et Helena Bonham Carter la Reine Rouge. Même si le réalisateur est habituellement attaché aux techniques de tournage plus traditionnelles, le film a recours à de nombreux effets numériques, est presque entièrement tourné sur fond vert et est converti en 3D. Sorti aux États-Unis au mois de mars 2010, le film, malgré des critiques très mitigées, totalise plus de 116 000 000 $ lors de son week-end d'ouverture. Au total, il rapporte plus d'un milliard de dollars dans le monde, et réalise 4 513 907 entrées en France. C'est, en 2012, le plus gros succès de Burton et le 12e film le plus lucratif de l'histoire. Peu après la sortie du film, le cinéaste préside le jury du 63e Festival de Cannes qui attribue la Palme d'or à Oncle Boonmee du Thaïlandais Apichatpong Weerasethakul.

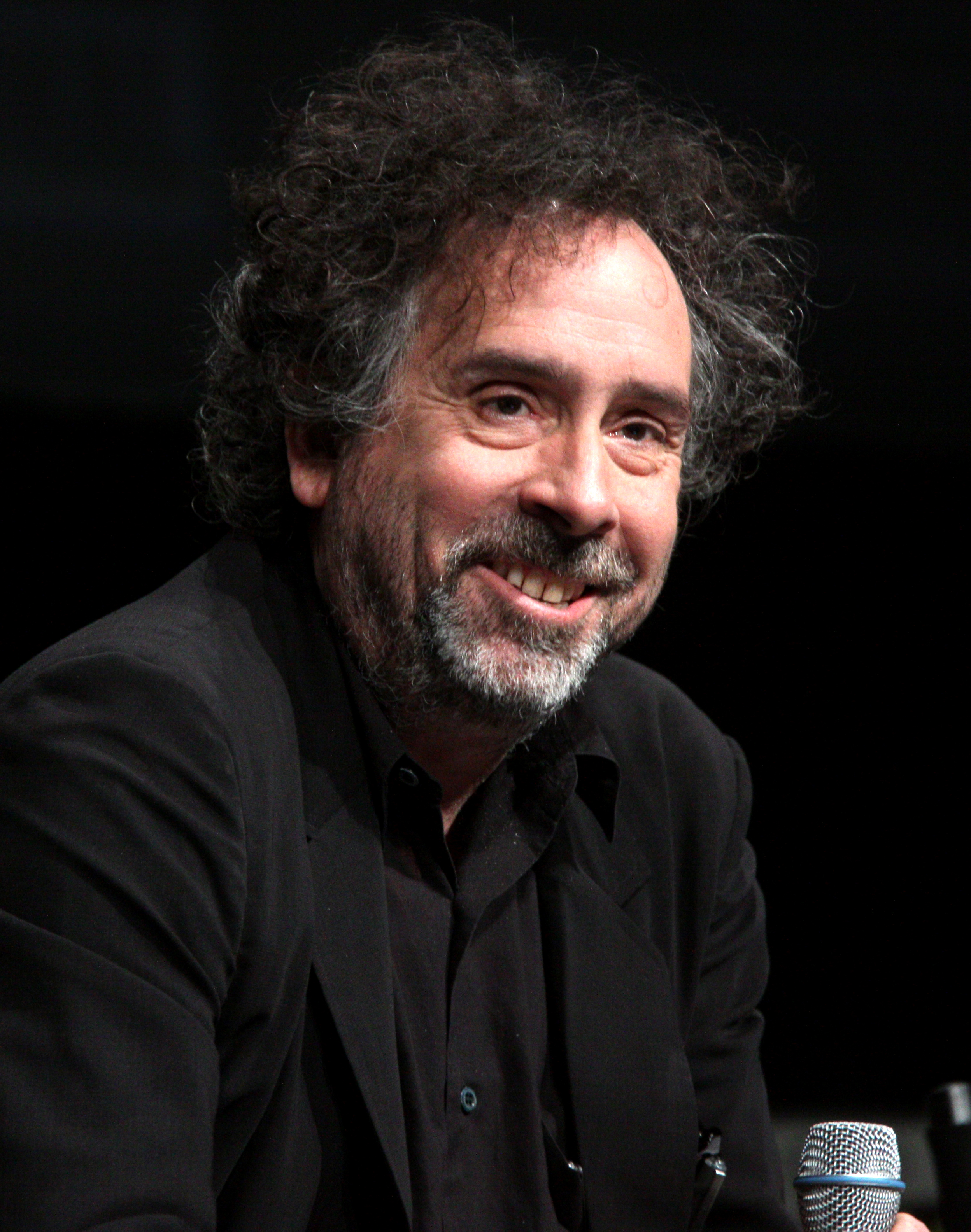
Tim Burton en juillet 2012 au Comic-Con de San Diego.

En 2012, l'actualité cinématographique de Burton est chargée puisque deux films qu'il a réalisés sortent dans les salles. Tout d'abord, Dark Shadows, qui sort en mai et qui est une adaptation de la série télévisée des années 1960 du même nom. Ce film, qui bénéficie d'un budget important et dans lequel il retrouve une nouvelle fois Johnny Depp, Helena Bonham Carter mais aussi Michelle Pfeiffer, qu'il avait dirigée dans Batman : le Défi, est accueilli de façon mitigée par le public et par la critique. Au mois d'octobre, c'est au tour du film d'animation Frankenweenie, remake de son court-métrage de 1984, de sortir au cinéma. Frankenweenie ne connaît pas un grand succès commercial mais reçoit généralement de bonnes critiques. La même année, la Cinémathèque française reprend, du 7 mars au 5 août, l'exposition que lui avait consacrée le MoMA trois ans plus tôt et bat ses records de fréquentation avec près de 350 000 visiteurs.
Cette même année 2012, Tim Burton est chargé de réaliser un nouveau clip pour le groupe The Killers, pour la chanson Here with Me. Il s'inspire du film Les Mains d'Orlac lors de sa réalisation. Craig Roberts y tient le rôle principal aux côtés de Winona Ryder
Le film suivant de Burton est Big Eyes, qui sort en 2014. Il raconte les démêlés entre Margaret et Walter Keane concernant l'attribution des portraits d'enfants aux grands yeux qui les ont rendus célèbres. C'est pour le réalisateur un retour au film biographique vingt ans après Ed Wood.
À la fin de 2014, Burton se sépare de l'actrice Helena Bonham Carter après treize ans de vie commune, d'après une information communiquée à l'AFP par un porte-parole de l'actrice, le 23 décembre 2014.
Tim Burton commence en février 2015 le tournage de son nouveau film Miss Peregrine et les Enfants particuliers, prévu pour fin 2016. On retrouve notamment dans cette adaptation de roman du même nom de Ransom Riggs, Eva Green, Samuel L. Jackson, Judi Dench, Terence Stamp, Rupert Everett et Asa Butterfield, qui tiendra le rôle principal. Le tournage a lieu notamment à la villa Nottebohm à Brasschaat, près d'Anvers en Belgique, à Blackpool, dans les Cornouailles et à Sun City, en Floride.
En 2017, il commence le tournage d'une adaptation en prises de vues réelles de Dumbo, qui sort en 2019 pour Walt Disney Pictures. Il retourne à la réalisation trois ans plus tard avec la série télévisée Mercredi (2022), une adaptation des bandes dessinées La Famille Addams créées par Charles Addams. La même année, il est récompensé pour l'ensemble de son œuvre par le Prix Lumière.
En 2024, dévoile le film Beetlejuice Beetlejuice, suite de son précédent métrage. Il retrouve les acteurs originaux du premier volet et collabore pour la première fois avec Willem Dafoe, Justin Theroux, et Monica Belluci. Le film est favorablement accueillie par la critique. Un an plus tard il dirige Lady Gaga lors de la deuxième saison de la série Mercredi, et annonce avoir travailler une seconde fois avec l'actrice et chanteuse sur un nouveau projet secret, faisant d'elle sa nouvelle muse.

### Vie privée
Burton a été marié pendant quatre années jusqu'en 1991 avec l'artiste née Allemande Lena Gieseke.
Comme évoqué plus haut, il a vécu ensuite  avec la mannequin et actrice Lisa Marie, qui a joué dans les films qu'il a réalisés durant leur relation de 1992 à 2001, plus particulièrement dans Sleepy Hollow, Ed Wood et Mars Attacks!
Il a vécu avec l'actrice anglaise Helena Bonham Carter, rencontrée pendant le tournage de La Planète des singes, relation sur laquelle revient Lisa Marie en 2005.
Burton et Bonham Carter ont deux enfants : un fils, William Raymond, ainsi prénommé en hommage au père de chacun d'eux, né en 2003 ; et une fille née en 2007 : Nell, un diminutif de Helen et "En hommage à toutes les Helen de la famille". Bonham Carter a fait dire en décembre 2014 que Burton et elle avaient rompu amiablement plus tôt cette année-là. Il n'est pas sûr qu'ils se soient jamais mariés : Bonham Carter a utilisé le mot « divorce », à la fin de leur union mais certaines sources officieuses avancent qu'ils ne se sont pas mariés.
Depuis 2023, à la suite de leur rencontre au Festival Lumière 2022 de Lyon, Burton est en couple avec l'actrice et mannequin Monica Bellucci.

## Œuvre et style

### Réalisations
Tim Burton est un réalisateur amoureux des images, jouant aussi bien avec le Technicolor kitsch des années 1950 qu'avec le noir et blanc du gothique ou de la nostalgie, mais aussi un amoureux des monstres attachants qui peuplent ses délires visuels, comme dans Pee-Wee Big Adventure, Beetlejuice, Batman, Edward aux mains d'argent, Batman : Le Défi, L'Étrange Noël de monsieur Jack, Ed Wood, Mars Attacks!, Sleepy Hollow, La Planète des singes, Big Fish, Charlie et la Chocolaterie, Les Noces funèbres, Sweeney Todd : Le Diabolique Barbier de Fleet Street et Dark Shadows. Dans une interview, il dit : « Mon truc à moi ce sont les monstres. Déjà, môme, je les aimais. Je me sentais proche d'eux : en marge de la société et incompris, comme eux. De plus, j'ai toujours eu un faible pour les outsiders, ceux que l'on pense méchants alors que, en fait, ils ne le sont pas. Ce sont des personnages attachants, très intéressants à explorer. »
Il est l'un des rares réalisateurs américains à concilier de gros chiffres au box-office avec un univers et un style très personnels et une ambition artistique certaine, par ses histoires enchantées, dans lesquelles il travaille énormément les couleurs (décors et costumes). Il est aussi un des derniers grands réalisateurs à utiliser la méthode artisanale de l'animation comme dans L'Étrange Noël de Monsieur Jack - qu'il n'a pas réalisé, contrairement à une croyance commune bien ancrée, mais qu'il a étroitement supervisé - ou dans Les Noces funèbres.
Antoine de Baecque dans L'histoire-caméra note que l'œuvre de Burton est régulièrement analysée comme d'inspiration gothique. En 2010, il retrouve le studio Disney et réalise une œuvre de commande : Alice au pays des merveilles, suite en prise de vue réelle du dessin animé des années 1950. En dépit d'un accueil critique globalement défavorable, le film est un succès public mondial, couronné par deux Oscars en 2011 : meilleurs décors pour Robert Stromberg et Karen O'Hara et meilleurs costumes pour Colleen Atwood.

### Tim Burton et Edgar Allan Poe

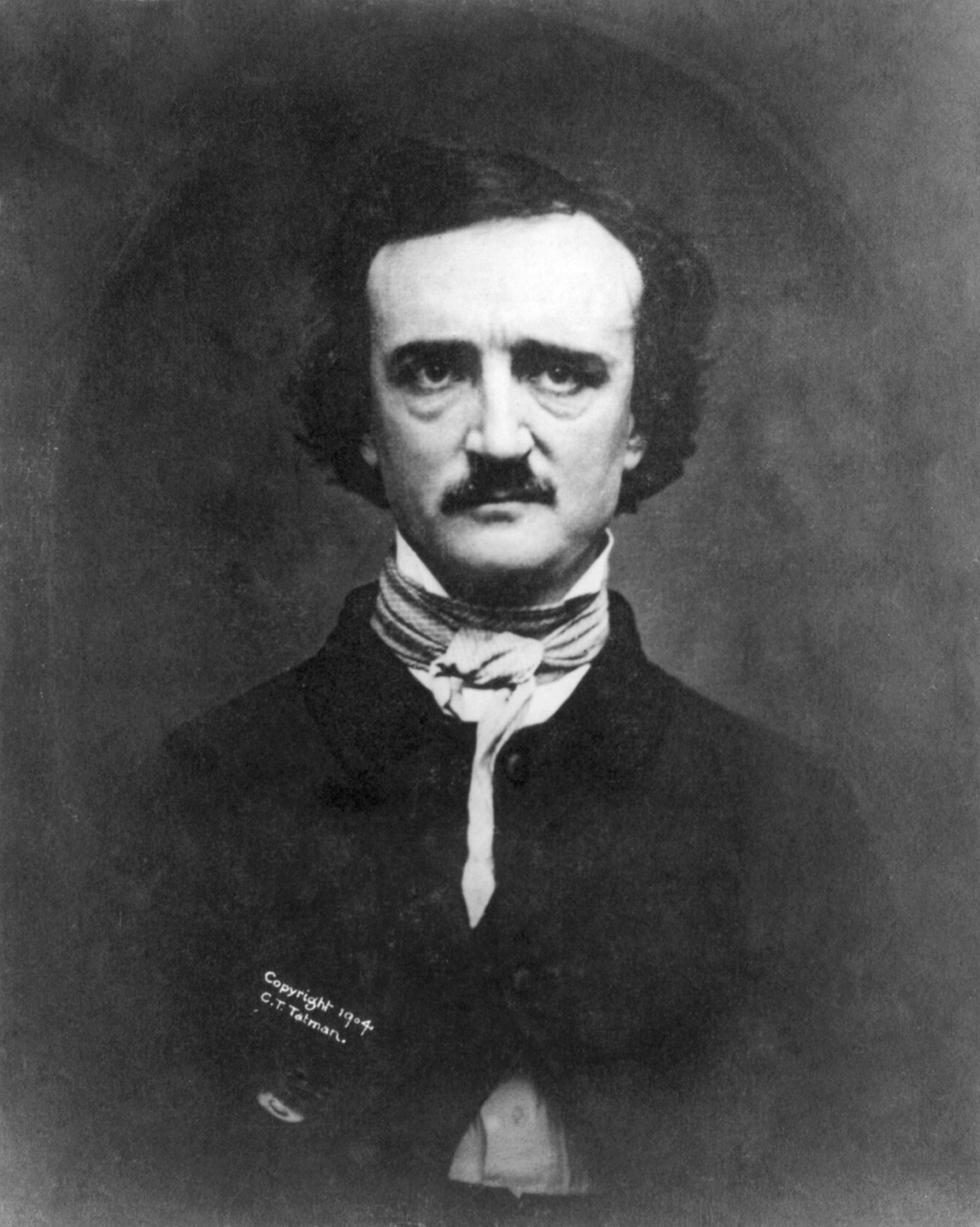
Edgar Allan Poe, l'auteur préféré de Tim Burton

Edgar Allan Poe a fortement influencé Tim Burton. L’attrait que le cinéaste éprouve pour lui provient d’une part de la découverte de l’œuvre du poète maudit lorsque Burton a 10 ans et, d’autre part, des films que Roger Corman a réalisés d’après l’œuvre de Poe. Il convient de préciser que Vincent Price, son idole, était la vedette principale de ce cycle.
Le scénario de L'Étrange Noël de monsieur Jack a été rédigé à partir d'un poème qu'il avait lui même écrit, à l'époque où il travaillait chez Disney. Cela renforce un peu plus le parallèle entre Burton et Poe, l'œuvre la plus célèbre de ce dernier étant un poème : Le Corbeau, dont Tim Burton s'inspire pour son court-métrage Vincent. De plus, les poèmes de Poe et de Burton servent à chaque fois de base à l’élaboration des scénarios respectifs qui, certes respectent l’esprit des auteurs, mais entraînent l’histoire dans une nouvelle direction. Le poème original de Poe est transformé en un véritable feu d’artifice visuel et burlesque entre Price, Karloff et Lorre dans l'adaptation de Roger Corman, tandis que celui de Burton devient une comédie musicale mélancolique et macabre.

### Marques de fabrique
Tim Burton laisse sur chacune de ses œuvres plusieurs empreintes récurrentes, parmi lesquelles :
- la présence fréquente de parapluies, d'escaliers aux marches irrégulières, de carrelage noir et blanc, d'arbres tordus, de représentants d'églises peu sympathiques et d'épouvantails ; de plus, présence quasiment perpétuelle de morts[129] ;
- les espaces se caractérisent souvent par des perspectives farfelues aux lignes brisées ou déformées à outrance et où dominent angles, cubes et obliques[130]. Ces décors oniriques sont semblables à ceux du Cabinet du docteur Caligari de Robert Wiene, manifeste du cinéma expressionniste allemand qui a durablement marqué le cinéaste[131]. Les corps des personnages sont régulièrement étirés, déformés, disproportionnés[130] ;
- au début de ses films, les crédits sont souvent présentés en travelling de façon plutôt spectaculaire[132],[133] ;
- ses travaux et son style sont influencés par l'artiste Edward Gorey, notamment au niveau de ses peintures à l'encre. On peut également citer l'influence graphique d'Edvard Munch et du tableau Le Cri auxquels Beetlejuice et L'Étrange Noël de monsieur Jack font explicitement référence[134] ;
- il utilise souvent les ombres afin d'obtenir un rendu inquiétant[135] ;
- ses personnages principaux ont tendance à être des individus solitaires, excentriques, timides, en marge de la société[130], souvent pâles et distants avec les yeux cernés de noir ;
- ses créations présentent un bon nombre de rayures noires et blanches et de spirales tordues[130] ;
- ses films présentent souvent des flocons de neige tombant la nuit ou lorsque la fête commence (in medias res)[136] ;
- pour les trames sonores, il travaille essentiellement avec Danny Elfman[130] (sauf pour Ed Wood, dont la musique est signée Howard Shore[137] et Sweeney Todd : Le Diabolique Barbier de Fleet Street dont la musique est cette fois signée Stephen Sondheim[138]) ;
- il a une prédilection pour les monstres de tous types[130],[139] : loup-garou dans Big Fish, le Pingouin et Catwoman dans Batman : Le Défi, des personnages principaux monstrueux (Edward aux mains d'argent, Sweeney Todd) une galerie complète dans L'Étrange Noël de monsieur Jack et Les Noces funèbres, etc. ;
- le cirque ou la fête foraine[140], représentant l'amour du cinéaste pour le grotesque et le bizarre. Le cirque est chez lui non seulement l'expression de la différence, mais aussi de la famille car les liens qui unissent ses membres sont généralement très forts. Dans Ed Wood, le réalisateur Edward Wood se constitue une bande d'amis dignes d'une fête foraine (voyant, catcheur, faux vampires, etc.) ;
- la demeure du héros se trouve isolée du reste de la ville. Il s'agit souvent d'un manoir sur une colline (Batman, Beetlejuice), elle se distingue généralement du reste de son environnement[141],[142] : la maison d'Edward aux mains d'argent perchée sur une sinistre montagne détonne au milieu des habitations bariolées de la ville ; à l'inverse, l'intérieur coloré de la chocolaterie de Willy Wonka tranche avec le décor des rues noires et blanches ;
- le pont est un symbole de passage, souvent entre le monde des vivants et celui des morts (Beetlejuice, Les Noces funèbres) ; on peut également penser au pont sur lequel Ichabod Crane rencontre pour la première fois le cavalier sans tête dans Sleepy Hollow ou celui d'où le Pingouin est jeté à l'eau dans Batman : Le Défi ;
- la forêt est le lieu d'une découverte (L'Étrange Noël de monsieur Jack, Big Fish, Sleepy Hollow, Les Noces funèbres, La Planète des singes, Charlie et la Chocolaterie) ;
- les fêtes d'Halloween et de Noël sont fréquemment mises en scène[129], notamment par la présence récurrente d'un plan en plongée où l'on voit des enfants déguisés sur le seuil d'une porte lançant le fameux « Trick or treat! » (L'Étrange Noël de monsieur Jack, Ed Wood, Charlie et la Chocolaterie, etc.) ;
- on retrouve le concept du « savant fou » dans L'Étrange Noël de monsieur Jack et Edward aux mains d'argent[143],[144] ;
- les souterrains permettant d'accéder à un autre monde sont présents dans L'Étrange Noël de monsieur Jack, Sleepy Hollow et Alice au pays des merveilles ;
- présence récurrente de dandys dans Charlie et la chocolaterie (Willy Wonka), Alice au pays des merveilles (le chapelier), Dark Shadows (Barnabas Collins).

### Collaborateurs récurrents
Tim Burton a travaillé fréquemment (au moins à trois reprises) avec plusieurs acteurs : Johnny Depp, Winona Ryder, Helena Bonham Carter, Michael Gough, Christopher Lee, Michael Keaton, Lisa Marie, Deep Roy, Danny DeVito, Jeffrey Jones, Martin Landau, Catherine O'Hara, Paul Reubens, Eva Green et Glenn Shadix.
De l'autre côté de la caméra, ses collaborateurs les plus réguliers sont le compositeur Danny Elfman, le monteur Chris Lebenzon, la costumière Colleen Atwood et le chef décorateur Rick Heinrichs.

## Filmographie
Sauf indication contraire, les informations mentionnées dans cette section peuvent être confirmées par la base de données cinématographiques IMDb,  présente dans la section « Liens externes ».

### Réalisateur

#### Courts métrages
Les courts métrages que Tim Burton a réalisés dans les années 1970 sont présentés avec leur année de réalisation ; la date de leur première diffusion publique est parfois ultérieure.
- 1971 : The Island of Doctor Agor
- 1971 : Houdini: The Untold Story
- 1971 : Prehistoric Caveman
- 1972 : Tim's Dreams
- 1974 : 1997
- 1979 : Doctor of Doom
- 1979 : Stalk of the Celery Monster
- 1979 : King and Octopus Animation
- 1982 : Vincent
- 1982 : Hansel et Gretel (moyen métrage ; téléfilm)
- 1982 : Luau, coréalisé avec Jerry Rees
- 1984 : Frankenweenie
- 1984 : Aladdin and His Wonderful Lamp (diffusé dans l'émission Shelley Duvall's Faerie Tale Theatre)

#### Longs métrages
- 1985 : Pee-Wee Big Adventure (Pee-wee's Big Adventure : The Story of a Rebel and his Bike)
- 1988 : Beetlejuice
- 1989 : Batman
- 1990 : Edward aux mains d'argent (Edward Scissorhands)
- 1992 : Batman : Le Défi (Batman Returns)
- 1994 : Ed Wood
- 1996 : Mars Attacks!
- 1999 : Sleepy Hollow : La Légende du cavalier sans tête (Sleepy Hollow)
- 2001 : La Planète des singes (Planet of the Apes)
- 2003 : Big Fish
- 2005 : Charlie et la Chocolaterie (Charlie and the Chocolate Factory)
- 2005 : Les Noces funèbres (Corpse Bride), coréalisé avec Mike Johnson
- 2007 : Sweeney Todd : Le Diabolique Barbier de Fleet Street (Sweeney Todd : The Demon Barber of Fleet Street)
- 2010 : Alice au pays des merveilles (Alice in Wonderland)
- 2012 : Dark Shadows
- 2012 : Frankenweenie
- 2014 : Big Eyes
- 2016 : Miss Peregrine et les Enfants particuliers (Miss Peregrine's Home for Peculiar Children)
- 2019 : Dumbo
- 2024 : Beetlejuice Beetlejuice
- 2026 :  Attack of the 50 Foot Woman

#### Séries télévisées
- 1986 : Alfred Hitchcock présente (série d'anthologie), saison 1, épisode Le Bocal (The Jar)
- 2000 : Stainboy (The World of Stainboy) (mini-série)
- 2022 : Mercredi (Wednesday) (série télévisée) - 1 saison + 2ème saison en cours qui sera diffusé le 6 août 2025

#### Documentaire
- 1994 : Conversations with Vincent

#### Clips
- 2006 : Bones de The Killers
- 2012 : Here with Me de The Killers
- 2025 : Dead Dance de Lady Gaga

#### Publicité
- 1998 : Hollywood Chewing Gum[145]

### Scénariste

#### Courts métrages
- 1971 : The Island of Doctor Agor de lui-même
- 1979 : Doctor of Doom de lui-même
- 1979 : Stalk of the Celery Monster de lui-même
- 1982 : Hansel et Gretel (moyen métrage ; téléfilm) de lui-même
- 1982 : Luau de lui-même et Jerry Rees
- 1982 : Vincent de lui-même
- 1984 : Frankenweenie de lui-même

#### Longs métrages
- 1990 : Edward aux mains d'argent de lui-même - histoire originale
- 1993 : L'Étrange Noël de monsieur Jack (The Nightmare Before Christmas) de Henry Selick - histoire originale et création des personnages
- 2005 : Les Noces funèbres de lui-même - création des personnages
- 2012 : Frankenweenie - idée originale

### Producteur
- 1988 : Beetlejuice de lui-même
- 1990 : Edward aux mains d'argent de lui-même
- 1991 : Batman, le défi de lui-même
- 1989-1992 : Beetlejuice (série télévisée d'animation) - producteur exécutif
- 1993 : Family Dog (série télévisée d'animation) de Brad Bird
- 1993 : L'Étrange Noël de monsieur Jack de Henry Selick
- 1994 : Ed Wood de lui-même
- 1994 : Cabin Boy d'Adam Resnick
- 1994 : Conversations with Vincent (documentaire) de lui-même - producteur exécutif
- 1995 : Batman Forever de Joel Schumacher
- 1996 : James et la Pêche géante (James and the Giant Peach) de Henry Selick
- 1996 : Mars Attacks! de lui-même
- 2000 : Stainboy (The World of Stainboy) (mini-série) de lui-même
- 2005 : Les Noces funèbres de lui-même
- 2008 : Sweeney Todd : Le Diabolique Barbier de Fleet Street de lui-même
- 2009 : Numéro 9 de Shane Acker
- 2010 : Alice au pays des merveilles (Alice in Wonderland) de lui-même
- 2012 : Abraham Lincoln, chasseur de vampires (Abraham Lincoln: Vampire Hunter) de Timour Bekmambetov
- 2014 : Big Eyes de lui-même
- 2016 : Alice de l'autre côté du miroir (Alice Through the Looking Glass) de James Bobin
- 2016 : Miss Peregrine et les Enfants particuliers (Miss Peregrine's Home for Peculiar Children) de lui-même
- depuis 2022 : Mercredi (Wednesday) (série télévisée, 8 épisodes) d'Alfred Gough et Miles Millar
- 2024 : Beetlejuice Beetlejuice

### Divers postes artistiques
- 1971 : The Island of Doctor Agor (court métrage) de lui-même - animateur
- 1971 : Prehistoric Caveman (court métrage) de lui-même - animateur
- 1978 : Le Seigneur des anneaux de Ralph Bakshi - animateur (non crédité)
- 1979 : Stalk of the Celery Monster (court métrage) de lui-même - animateur
- 1979 : Les Muppets, le film (The Muppet Movie) de James Frawley - marionnettiste (non crédité)
- 1981 : Rox et Rouky de Ted Berman, Richard Rich et Art Stevens - animateur (non crédité)
- 1982 : Vincent (court métrage) de lui-même - créateur des décors
- 1982 : Hansel et Gretel (moyen métrage ; téléfilm) - créateur des décors
- 1982 : Tron de Steven Lisberger - animateur (non crédité)
- 1982 : Luau (court métrage) de lui-même et Jerry Rees - animateur
- 1985 : Taram et le Chaudron magique de Ted Berman et Richard Rich - artiste conceptuel (non crédité)
- 1989-1991 : Beetlejuice (série télévisée d'animation) - développeur
- 1992 : Telemaniacs de Peter Hyams - consultant artistique
- 1993 : Family Dog (série télévisée d'animation) de Brad Bird - consultant artistique
- 1997 : Zorro (The New Adventures of Zorro) (série télévisée d'animation) - consultant artistique
- 2000 : Stainboy (The World of Stainboy) (mini-série) de lui-même - designer des personnages

### Caméos
Tim Burton a fait quelques caméos dans certains films :
- 1972 : Tim's Dreams de Lui-même :
- 1982 : Luau de Lui-même : L'Être Suprême / Mortie
- 1985 : Pee-Wee Big Adventure de Tim Burton : un mauvais garçon dans une ruelle
- 1992 : Singles de Cameron Crowe : Brian
- 1992 : Hoffa de Danny DeVito : un cadavre
- 2012 : Men in Black 3 de Barry Sonnenfeld : un alien
- 2016 : Miss Peregrine et les Enfants particuliers de lui-même : un passager d'une nacelle du manège heurté par l'un des squelettes
- 2024 : Beetlejuice Beetlejuice  de lui-même : bébé Beetlejuice

## Publications
- L'Étrange Noël de monsieur Jack, Disney Hachette Edition, 1994 ((en) The Nightmare before Christmas, Hyperion Books for Children, 1993), trad. Paule Pagliano  (ISBN 2-23-000423-9)
- La Triste Fin du petit enfant huître et autres histoires, 1998 ((en) The Melancholy Death of Oyster Boy and Other Stories, 1997), trad. René Belletto  (ISBN 978-2-264-02768-9)
- (en) The Art of Tim Burton, Steeles Publishing, 2009  (ISBN 978-1935539094)Avec la participation de Leah Gallo (texte), Holly Kempf (design) ; livre contenant des reproductions de ses tableaux et œuvres artistiques avec des commentaires d'acteurs et producteurs.
- (en) The Napkin Art of Tim Burton, Steeles Publishing, Leah Gallo (coéditeur), 2015

## Distinctions
- ShoWest Award 1990 : réalisateur de l'année[146].
- festival d'Annecy 2006 : prix spécial pour l'ensemble de sa carrière[147].
- Mostra de Venise 2007 : Lion d'or pour l'ensemble de son œuvre[148].
- NBR Awards 2007 : meilleur réalisateur pour Sweeney Todd : Le Diabolique Barbier de Fleet Street[149].
- Festival du film fantastique d'Amsterdam 2008 : prix pour l'ensemble de sa carrière[146].
- Annie Awards 2010 : Winsor McCay Award pour ses contributions dans le domaine de l'animation[146].
- Officier de l'ordre des Arts et des Lettres 2010 : grade d'officier, attribué par le ministre de la Culture, Frédéric Mitterrand[150],[151],[152].
- Festival de Cannes 2010 : président du jury
- Festival international du film de Moscou 2012 : prix spécial pour ses contributions au cinéma mondial[146].
- British Film Institute 2012 : intégré à la confrérie du BFI en même temps qu'Helena Bonham Carter[153].
- Festival Lumière 2022 : Prix Lumière[117]
- 2024 : étoile sur le Hollywood Walk of Fame[154].

## Box-office
| Film                                                        | Budget        | États-Unis    | France            | Monde           |
| ----------------------------------------------------------- | ------------- | ------------- | ----------------- | --------------- |
| Pee-Wee Big Adventure (1985)                                | 6 000 000 $   | 41 047 344 $  | 247 815 entrées   | NC              |
| Beetlejuice (1988)                                          | 15 000 000 $  | 74 664 632 $  | 628 458 entrées   | NC              |
| Batman (1989)                                               | 35 000 000 $  | 251 409 241 $ | 2 168 619 entrées | 413 188 924 $   |
| Edward aux mains d'argent (1990)                            | 22 000 000 $  | 56 362 352 $  | 618 261 entrées   | 86 024 005 $    |
| Batman : Le Défi (1992)                                     | 80 000 000 $  | 162 924 631 $ | 1 239 329 entrées | 266 940 655 $   |
| Ed Wood (1994)                                              | 18 000 000 $  | 5 888 045 $   | 267 630 entrées   | NC              |
| Mars Attacks! (1996)                                        | 70 000 000 $  | 37 781 197 $  | 2 189 105 entrées | 101 381 197 $   |
| Sleepy Hollow (1999)                                        | 70 000 000 $  | 101 071 502 $ | 2 491 374 entrées | 206 071 526 $   |
| La Planète des singes (2001)                                | 100 000 000 $ | 180 011 740 $ | 3 970 011 entrées | 362 211 740 $   |
| Big Fish (2003)                                             | 70 000 000 $  | 66 809 693 $  | 1 173 319 entrées | 123 235 422 $   |
| Charlie et la Chocolaterie (2005)                           | 150 000 000 $ | 206 459 076 $ | 4 318 491 entrées | 474 968 763 $   |
| Les Noces funèbres (2005)                                   | 30 000 000 $  | 53 401 527 $  | 1 384 877 entrées | 117 237 680 $   |
| Sweeney Todd : Le Diabolique Barbier de Fleet Street (2007) | 50 000 000 $  | 52 898 073 $  | 1 047 271 entrées | 153 384 272 $   |
| Alice au pays des merveilles (2010)                         | 200 000 000 $ | 334 191 110 $ | 4 536 669 entrées | 1 025 468 216 $ |
| Dark Shadows (2012)                                         | 150 000 000 $ | 79 727 149 $  | 1 942 654 entrées | 245 527 149 $   |
| Frankenweenie (2012)                                        | 39 000 000 $  | 35 291 068 $  | 626 213 entrées   | 85 613 658 $    |
| Big Eyes (2014)                                             | 10 000 000 $  | 14 482 031 $  | 368 262 entrées   | 29 261 617 $    |
| Miss Peregrine et les Enfants particuliers (2016)           | 110 000 000 $ | 87 242 834 $  | 2 710 301 entrées | 312 286 712 $   |
| Dumbo (2019)                                                | 170 000 000 $ | 114 766 307 $ | 2 394 304 entrées | 353 284 621 $   |
| Beetlejuice Beetlejuice (2024)                              | 100 000 000 $ | 294 100 435 $ | 1 738 982 entrées | 451 900 435 $   |

- Légendes : Budget (entre 1 et 10 millions de dollars, entre 10 et 100 millions de dollars et plus de 100 millions de dollars), États-Unis (entre 1 et 50 millions de dollars, entre 50 et 100 millions de dollars et plus de 100 millions de dollars), France (entre 100 000 et 1 million d'entrées, entre 1 et 2 millions d'entrées et plus de 2 millions d'entrées) et monde (entre 1 et 100 millions de dollars, entre 100 et 200 millions de dollars et plus de 200 millions de dollars).